# Paralepas quadrata
Paralepas quadrata is een rankpootkreeftensoort uit de familie van de Heteralepadidae. De wetenschappelijke naam van de soort is voor het eerst geldig gepubliceerd in 1894 door Aurivillius.